# 萱野長修
萱野 長修（かやの ながはる）は、江戸時代末期（幕末）の会津藩家老。戊辰戦争に敗れた会津藩の責任者として処刑された。通称は権兵衛（ごんのひょうえ）。

## 生涯
萱野家は会津藩の番頭や奉行を務める名家であり、父の長裕は家老に取り立てられた。家禄1,500石。長修は文久3年（1863年）に家督を継いで藩主・松平容保に仕えた。慶応元年（1865年）に家老に任じられて以降は容保の側近としてその補佐役を務めた。権兵衛を襲名したのはこの年であった。
慶応4年（1868年）、戊辰戦争の端緒である鳥羽・伏見の戦いの時には京都におり（柴太一郎の証言）、その後は日光方面へも出撃。会津戦争時には大寺にて迎撃体制にあるも、新政府軍は南方の母成方面を進路としたために戦闘にはならず、若松城が包囲されてからは、高久に布陣して城内との連絡や補給に従事した。開城後は東京へ送られ松平喜徳と会津藩士5名と共に久留米藩邸にお預けとなり新政府による沙汰を待つ事になった。戦後、長修は「主君には罪あらず。抗戦の罪は全て自分にあり」と述べて主君を命がけでかばった。このため容保は幽閉で済むことになった。その代わり、上席3人の処断が決まったが、上役3人は行方不明または戦死していたため、第4席の長修が刑死した。明治新政府『朝報掲要』の旧暦6月19日の項は「陸羽越等諸藩反逆首謀臣、菅野長修以下二十一名を斬に処す。既に死する者は其後を絶つ」となっている。
長修は一刀流溝口派の相伝者で、奥義が絶えるのを惜しみ、死を前に火箸を使って井深宅右衛門に伝授した話が知られている。墓は東京白金の興禅寺と会津若松市の天寧寺にあり、現在も墓前祭が行われている。享年は40説と42説があり三男の郡寛四郎が作成した系図には42歳と記されている。

## 萱野家
萱野家は会津松平家に仕える前は、先の領主であった加藤明成の重臣であった。加藤家が改易となり、保科正之が入部するに際し、権兵衛の9代前の萱野長則は城受渡しの責任者の1人であった。明成に従って石見国まで赴いたが、明成から保科家に仕えるよう勧められ会津松平家家臣となった。
初代・最高裁判所長官の三淵忠彦は権兵衛の甥に当たるが、その選任に際し、諮問委員の一人であったのは容保の子である松平恒雄である。作家の郡虎彦は三男・郡寛四郎（日本郵船船長）の養子。
- 父・萱野長裕 ‐ 会津藩家老。
- 妻・
  - 長男・
  - 二男・郡長正 ‐ 家名断絶により長男以外は郡姓を名乗る
  - 四男・郡寛四郎（1858-1943） ‐ 日本郵船外国航路船長。妻・登美は石渡敏一の妹。14歳から書生として敏一宅に寄宿していた。
    - 養子・郡虎彦 ‐ 登美の姉・錫と鈴木耕水との六男
- 弟・三淵隆衡 ‐会津藩士。旧名・安之助。家名が断絶させられたため三淵家を名乗る。
  - 長男・三淵忠彦 ‐ 初代最高裁判所長官
    - 長男・三淵乾太郎 ‐ 裁判官。後妻に三淵嘉子。[10]
    - 二男・萱野章次郎‐ 千代田生命保険社長。萱野姓を再興。
    - 三男・三淵震三郎 ‐ 大東京火災海上保険常務。岳父に同社創業者反町茂作。
    - 長女・多摩 ‐ 日本開発銀行監事・石渡慎五郎の妻。慎五郎は郡寛四郎の妻の兄・石渡敏一の五男であり、石渡荘太郎の弟。多摩の父忠彦は若い頃に敏一の書生をしていた。